# Кукалович, Владимир Аксентьевич
Владимир Аксентьевич Кукалович (бел. Уладзімір Аксенцьевіч Кукаловіч; 1927 — 2005) — советский передовик сельского хозяйства. Герой Социалистического Труда (1966).

## Биография
Родился 23 февраля 1927 года в селе Осташин, Новогрудского повета, Новогрудского воеводства.
С 1944 года в период Великой Отечественной войны В. А. Кукалович был направлен работать на Урал и начал свою трудовую деятельность — подручным сталевара на металлургическом предприятии.
После войны В. А. Кукалович вернулся в село Осташин, окончил курсы трактористов и начал работать трактористом в колхозе «Коммунар». В. А. Кукалович был одним из первых механизаторов в колхозе «Коммунар».
В 1956 году В. А. Кукалович стал инициатором создания в своем колхозе комплексного механизированного звена по выращиванию картофеля. Организовал заготовку и внесение органических удобрений, изучал и внедрял передовые приемы земледелия. Уже в первый год урожайность возросла с 70 до 100 центнеров картофеля с гектара. Указом Президиума Верховного Совета СССР «за выдающиеся успехи, достигнутые в труде» В. А. Кукалович был награждён орденом Орденом Трудового Красного Знамени.
30 апреля 1966 года Указом Президиума Верховного Совета СССР «за выдающиеся успехи, достигнутые в увеличении производства и заготовок картофеля, овощей и плодов» Владимир Аксентьевич Кукалович был удостоен звания Героя Социалистического Труда с вручением Ордена Ленина и золотой медали «Серп и Молот».
До 1973 года продолжал работать звеньевым. В 1973 году в связи с резким ухудшением зрения вынужден был выйти на пенсию по инвалидности, однако вскоре вернулся на работу — заведующим колхозными мастерскими.
Участник ВДНХ СССР. Избирался делегатом III Всесоюзного съезда колхозников.
Жил в селе Осташин. Умер в 2005 году.

## Награды и звания
- Герой Социалистического Труда (1966)
- Медаль «Серп и Молот» (22.03.1966)
- Орден Ленина (22.03.1966)
- Орден Трудового Красного Знамени
- Медаль «За доблестный труд в Великой Отечественной войне 1941-1945 гг.»
- Медали ВДНХ
- Имя В. А. Кукаловича занесено в Книгу Славы Новогрудского района (2007)[2]